# Ami Tokito
Ami Tokito (時東ぁみ Tokitō Ami?,  25 de septiembre, 1987) es una tarento, actriz y cantante japonesa. Como casi todas las jóvenes de carreras similares, Ami Tokito es un nombre ficticio, curiosamente con el hiragana de la letra A en versión pequeña. Su nombre real aún no ha sido revelado oficialmente por la agencia que maneja la carrera de la joven, pero algunos medios han afirmado que originalmente se llama Yukie Komatsu (小松幸江 Komatsu Yukie?). Es originaria de la Prefectura de Tokio, mide 1,53km y pesa 46kg. Su apodo es Aminii (ぁみにぃ?).

## Biografía
En 1998 comenzó en el mundo del entretenimiento realizando un papel secundario en una serie de televisión, en ese tiempo utilizando el nombre de Yukie Komatsu, quienes algunos dicen es su nombre real. También hubo un tiempo en que trabajó bajo el nombre artístico de Haruka Asakura en algunos proyectos. Posteriormente se hizo más conocida como una de las trabajólicas gravure idols, posando en trajes de baño para diversas revistas de adultos, lanzando revistas con fotografías, e incluso DVD con imágenes para su público masculino. En el año 2005 gana el premio Miss magazine organizado por Tsunku, cambiando su nombre artístico en ese tiempo, 時東あみ a 時東ぁみ. Su estilo fue apodado tanto por programas de televisión como también su sitio oficial internet con el nombre Megadol en su país (o también como Meganekko Idol), nombre derivado del vocablo japonés megane, que significa anteojos; todo esto ya que los lentes se hicieron un accesorio característico para Ami.
Su carrera como cantante comenzó en el 2005 al momento de lanzar su miniálbum debut "Sanagi no Bathrobe" bajo el sello discográfico Good Factory Record. Posteriormente el próximo año lanzó otro miniálbum bajo este sello indie, más su primer sencillo "Sentimental Generation", que fue utilizado como opening para la serie de anime School Rumble, y poco después el sencillo especial titulado "Sora Kara ~CRY FOR HELP~", perteneciente a un musical protagonizado por la misma Ami, bajo la dirección de Tsunku; estos dos últimos bajo otra discográfica Marvelous Entertainment. Su primer sencillo major fue su segundo sencillo original, "I'm a lady ~Jirettai Watashi~", lanzado bajo el sello TNX fundado por su productor Tsunku, dejando en evidencia la estrecha relación entre la carrera musical de Tokito con Tsunku y los músicos y productores asociados al Hello Project!. Desde "I'm a lady" todos sus trabajos musicales son lanzados bajo el sello discográfico TNX.
De manera paralela a su carrera como solista, fue anunciado en mayo del año 2007 que Ami formaría parte de un nuevo trío musical dentro del Hello! Project llamado Gyaruru, compuesto por ella más Natsuko "Gal" Sone y W Nozomi Tsuji. Poco después fue anunciada la salida de esta última del grupo, cuando ya circulaba su primer sencillo y comenzaban las promociones, por lo que rápidamente fue reemplazada por  Abe Asami. El estilo musical y la imagen de Tokito cambia radicalmente para encajar en el estilo de su nueva agrupación, inspirada en la tribu urbana japonesa de las Gals.
Pero ya en el mes de mayo del mismo año Tokito regresa a su imagen normal, en el sencillo de verano "TAWAWA Natsu Bikini", tema colaboración con Kaede Ose y Kanami Morozuka del grupo idol The Possible.

## Discografía

### Sencillos
1. Sentimental Generation (せんちめんたるじぇねれ～しょん?) (14 de abril de 2006)
2. Sora Kara ~CRY FOR HELP!~ (宇宙から～CRY FOR HELP!～?) (12 de julio de 2006) - Soundtrack Single
3. I'm a lady ~Jirettai Watashi~ (I'm a lady～じれったい私～?) (1 de noviembre de 2006)
4. Aiyai Aiyai! (愛ヤイ 愛ヤイ!?) (7 de febrero de 2007)
5. TAWAWA Natsu Bikini (?) (16 de mayo de 2007) - Ami Tokito with The Possible (時東ぁみ with THE ポッシボー)

### Miniálbumes
1. (1)Sanagi no Bathrobe (①さなぎのバスローブ?) (7 de diciembre de 2005)
2. (2)Suki desu... (②好きです･･･。?) (15 de marzo de 2006)

### Compilaciones
1. Tokito Ami! Best Daiikkan (時東ぁみ！　ベスト第1巻?) (17 de agosto de 2007)

### DVD
- Music V Tokushū (1) ~Pineaple!~ (ミュージックV特集 ①　～パインナッポー！～?) (1 de abril de 2006)
- Tokito Ami Hatsu Live '06 Haru ~The Nakano Sanpora~ (時東ぁみ 初ライブ '06春　～ザ・中野サンプラ～?) (14 de abril de 2006)
- Tsunku Sound Theater #1  Tokito Ami Zachō Kōen (つんく♂タウンＴＨＥＡＴＥＲ　＃1　時東ぁみ座長公演?) (20 de diciembre de 2006)
- Live '07 Haru ~Ami-kore Possi-kore~ (ライブ'07春 ～ぁみコレ ポッシコレ～?) (19 de septiembre de 2007) - Ami Tokito with The Possible (時東ぁみ with THE ポッシボー)